# Muskadins

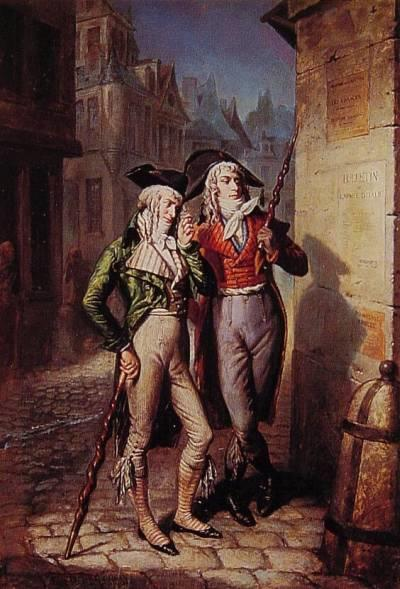
Två muskadiner, 1795, i sin utstyrsel.

Muskadins, franska (egentligen myskpastiller), kallades de myskdoftande sprättar (pariseleganter) som under franska revolutionen slöt sig till thermidoristerna och sedermera till rojalisterna.
Även jeunesse dorée franska ("gyllene ungdom") betecknade den manliga ungdomen i Paris (la jeunesse parisienne), vilken efter Robespierres störtande, den 9 thermidor år II (den 27 juli 1794), ställde sig i spetsen för den mot skräckmännen riktade rörelsen. Detta namn liksom muscadins (myskhjältar) och incroyables (löjligt utstyrda, egentligen "otroliga") skulle utmärka deltagarna i rörelsen som aristokrater, som genom sprättaktig klädsel sökte skilja sig från den revolutionära demokratin. Ett annat namn på dem var jeunesse fréronnière (efter ledaren Stanislas Fréron). Ännu mera användes uttrycket jeunesse dorée om deltagarna i den mot hela revolutionen riktade aristokratiska reaktionen efter Napoleons fall.
De tillgjorda sprättarna (les incroyables) under franska direktoriets tid utmärkte sig dels genom sin extravaganta klädsel, dels för sitt förvrängda uttal av vissa konsonanter och sitt ideliga upprepande av frasen c’est incroyable ("det är otroligt").